# NGC 5686
NGC 5686 је спирална галаксија у сазвежђу Волар која се налази на NGC листи објеката дубоког неба.
Деклинација објекта је + 36° 30' 13" а ректасцензија 14h 36m 2,5s. Привидна величина (магнитуда) објекта NGC 5686 износи 14,4 а фотографска магнитуда 15,3. NGC 5686 је још познат и под ознакама MCG 6-32-75, CGCG 192-48, NPM1G +36.0345, PGC 52189.